# Intet er nytt under solen
Intet er nytt under solen är en norsk låt skriven av Arne Bendiksen. I Eurovision Song Contest 1966 framfördes låten av Åse Kleveland för Norge och hamnade på tredje plats med 15 poäng.